# Büttinghausen
Büttinghausen im Oberbergischen Kreis ist eine von 51 Ortschaften der Stadt Wiehl in Nordrhein-Westfalen im Regierungsbezirk Köln.

## Lage und Beschreibung
Der Ort liegt rund 3 km östlich des Zentrums von Wiehl am Fluss Wiehl an der Landesstraße L 148. Büttinghausen setzt sich aus den Ortsteilen Büttinghausen, Pützberg, Pützberger Höhe und Dornhecke zusammen. Büttinghausen liegt südlich der Bundesautobahn 4.

## Geschichte

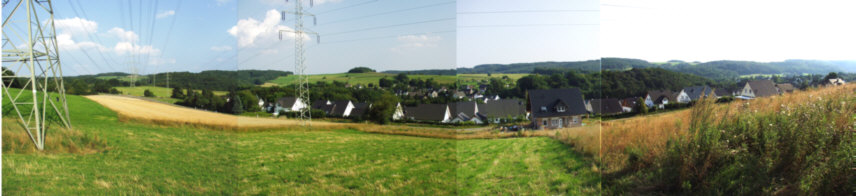
Neubaugebiet Dornhecke, 2003

- 1443 wurde Buttenhusen, heute Büttinghausen, erstmals urkundlich erwähnt. Die Endung ~inghausen lässt auf eine der frühen Niederlassungen aus der  Zeit fränkischer Landnahme schließen. Namensursprung aus bud/but = Gebieter oder aus dem Namen des ersten Siedlers Buto.
- Buttickhausen in der A. Mercator-Karte von 1575.
- Im Futterhaferzettel der Herrschaft Homburg von 1580 werden für Buetenkaussen als abgabepflichtig 3 Wittgensteinische, 2 Saynische und 3 Bergische Untertanen gezählt.
- 1993 hatte Büttinghausen seine 550-Jahr-Feier.
- 2000 Büttinghausen wird wieder eigenständiger Ortsteil der Stadtgemeinde Wiehl.

## Besonderheiten
Im landesweit ausgetragenen Wettbewerb „Unser Dorf soll schöner werden“ erhielt Büttinghausen 1992 die Auszeichnung Silberdorf.

## Freizeit

### Wander- und Radwege
- Der Ortsrundwanderweg Δ durchläuft den Ort.